# Menhir des Roches-Baritaud
Pour les articles homonymes, voir Baritaud.
Le menhir des Roches-Baritaud, appelé aussi menhir du Pré de la Pierre, est un menhir situé à Saint-Germain-de-Prinçay, dans le département français de la Vendée.

## Protection
L'édifice est classé au titre des monuments historiques en 1983 et 1987.

## Description
Il est signalé par Gobert en 1864 et par l'abbé Baudry en 1871. À l'époque, il mesurait 3,30 m de hauteur. C'est un bloc de granite d'environ 3 m de haut, ce qui laisse entendre un probable remblai à son pied depuis le premier signalement.
Selon Marcel Baudouin, il existait aux Roches-Baritaud trois menhirs et un dolmen. Un second menhir, en quartzite, était situé en direction de l'ouest mais il était déjà disparu en 1871 et un troisième à environ 500 m en direction de l'est. Il aurait mesuré 2,50 m de hauteur. Quant au dolmen signalé par Baudouin, il pourrait s'agir du dolmen de l'Amadon, situé à l'origine environ 900 m plus à l'est.